# (39380) 2169 P-L
2169 P-L (asteroide 39380) é um asteroide da cintura principal. Possui uma excentricidade de 0.05571570 e uma inclinação de 6.72005º.
Este asteroide foi descoberto no dia 24 de setembro de 1960 por Cornelis Johannes van Houten e Ingrid van Houten-Groeneveld e Tom Gehrels em Palomar.